# Mario Panzeri
(Grazie dei fiori, 1951)
Mario Panzeri (Milano, 11 ottobre 1911 – Milano, 19 maggio 1991) è stato un paroliere e compositore italiano.
È entrato nella storia della musica leggera come uno degli autori della prima canzone vincitrice di un Festival di Sanremo, la celebre Grazie dei fiori cantata da Nilla Pizzi; inoltre ha scritto alcune tra le più note canzoni italiane, come Maramao perché sei morto?, Pippo non lo sa, Papaveri e papere, Casetta in Canadà, Lettera a Pinocchio, Nessuno mi può giudicare, Fin che la barca va e molte altre.

## Biografia

### Gli inizi
Rimasto orfano giovanissimo, viene allevato dallo zio Enrico, il fratello del padre, insieme ai suoi fratelli.
Interessato sin da giovane al mondo dello spettacolo, Mario Panzeri inizia la sua carriera come cantante di varietà, entrando in una compagnia in cui si esibisce in ritmi allegri, nonostante le non eccelse capacità vocali.
È appunto in questa compagnia che inizia a scrivere le prime canzoni: firma così un contratto come paroliere con le Edizioni musicali Melodi e la prima di esse ad essere incisa è Conosco una fontana, una rumba scritta nel 1937 in collaborazione con Umberto Bertini su musica di Mario Schisa.

### Il successo ed i problemi con la censura fascista
Il primo vero successo di Panzeri è però datato 1939: all'inizio di quell'anno infatti la cantante Maria Jottini incide la canzone Maramao perché sei morto, che il paroliere ha scritto su musica di Mario Consiglio ispirandosi ad una filastrocca popolare abruzzese (Mara maje, che significa Amara me),  e che riscuote subito molto successo.
Qualche settimana dopo la pubblicazione del disco, a Livorno si iniziano i lavori per una statua dedicata a Costanzo Ciano, politico e gerarca fascista morto da poco: nottetempo alcuni ragazzi lasciano sul basamento del monumento alcuni fogli con i versi di questa canzone (Maramao perché sei morto?/ Pane e vin non ti mancava,/ l'insalata era nell'orto/ e una casa avevi tu), che vennero ritenuti offensivi verso un "eroe" italiano del fascismo: quindi Panzeri è convocato d'urgenza da Criscuolo, il responsabile della censura, a cui deve dimostrare che il testo della canzone era stato scritto prima della morte di Ciano.
Ormai, però, per l'opinione pubblica Maramao perché sei morto viene considerata una delle cosiddette canzoni della fronda, in cui in maniera non esplicita e con allusioni varie si attaccano alcune figure di primo piano del regime: ed anche l'anno successivo la situazione si ripete, questa volta con un brano scritto con Nino Rastelli su musica di Gorni Kramer, Pippo non lo sa, il cui protagonista, che quando passa ride tutta la città, era stato identificato dalla censura fascista con il gerarca Achille Starace.
Panzeri smentì anche in questa occasione, ma la sua reputazione, per il regime fascista, era ormai compromessa, e così, quando nel 1943 Panzeri scriverà sempre con Rastelli il testo per Il tamburo della banda d'Affori, una marcetta di Nino Ravasini, i precedenti dei due brani ricordati gli causeranno difficoltà: la canzone verrà infatti messa sotto accusa, in particolare per i versi in cui si parla del tamburo principal della banda d'Affori,/ che comanda 550 pifferi. I componenti della Camera dei fasci e delle corporazioni erano infatti 550; quanto al tamburo principale, parve un'allusione a Mussolini.
A onor del vero bisogna aggiungere che Panzeri continuò, anche in seguito, a sostenere che le sue erano allusioni involontarie e casuali, ma è anche vero che, nel dopoguerra, continuarono nei suoi testi ad essere riscontrati riferimenti velati ed ironici alla realtà politica italiana (in Papaveri e papere e Casetta in Canadà, ad esempio).
Pippo non lo sa divenne, comunque, un successo anche all'estero: venne inciso in tedesco come Lieber Sonnenschein dal saxofonista e direttore d'orchestra Tullio Mobiglia, che in quel periodo viveva a Berlino e che lo incise su un 78 giri che vendette migliaia di copie in Germania (recentemente questa versione è stata ristampata in cd dalla Riviera Jazz Records).
Altri successi di quegli anni da ricordare sono Fiorellin del prato, canzone del 1940 (incisa trentasei anni dopo anche da Anna Oxa) e Tu cosa farai di me, cover di Vous qui passez sans me voir, successo del 1937 di Charles Trenet, inciso in italiano nel 1942 da Vittorio Belleli; inizia nel frattempo anche a comporre alcune musiche, come Olè la fundeghera e Verrà.

### Grazie dei fiori
Anche nel dopoguerra continua la sua attività, con molti successi come Cantando con le lacrime agli occhi per Oscar Carboni o Il re del Portogallo.
Nel 1950 Gian Carlo Testoni invia un testo, scritto insieme a Mario Panzeri, al maestro Saverio Seracini, che dopo aver scritto la musica lo incarica di trovare una casa editrice per affidarla a qualche cantante: tutti i tentativi fatti da Testoni, però, falliscono.
Dopo qualche mese, però, ha modo di leggere il bando per la partecipazione al primo Festival di Sanremo e decide di inviare la canzone, Grazie dei fiori, che la commissione di lettura decide di accettare e di affidare a Nilla Pizzi: inaspettatamente il brano, che è di proprietà degli autori, arriva al primo posto, ed il disco a 78 giri inciso dalla cantante stabilisce il record di vendite fino a quel momento: ben trentaseimila copie.
Panzeri, così, diventa uno dei più richiesti parolieri italiani del dopoguerra, partecipando con i suoi brani ad innumerevoli edizioni delle principali manifestazioni canore italiane, da Un disco per l'estate al Cantagiro, dal Festivalbar alla Mostra Internazionale di Musica Leggera.

### Altri successi sanremesi:Papaveri e papere,Aveva un baveroeCasetta in Canadà
L'anno successivo torna a Sanremo con un'altra canzone, che si classifica al secondo posto nell'interpretazione di Nilla Pizzi: si tratta di Papaveri e papere, motivo allegro che sotto l'apparente demenzialità nasconde una satira politica verso i potenti, i "papaveri alti alti", mentre le papere sono coloro che subiscono il potere; la canzone riscuote un successo grandissimo, viene tradotta in quaranta lingue (addirittura in cinese, con il titolo Pappa piccolino) e frutta agli autori la cifra di quaranta milioni di lire in diritti d'autore. Verrà incisa anche da Bing Crosby, Eddie Constantine, Yves Montand e Beniamino Gigli.
Durante l'esecuzione al festival è da ricordare la voce di Mario Bosi, che imita quella di Paperino; secondo Gigi Vesigna, «Le parole vennero lette come riferite alla classe politica e in particolare ad Amintore Fanfani, piccolo di statura, ma potentissimo esponente della Democrazia cristiana; l'immagine dei papaveri svettanti su un campo di grano e simboleggianti il Partito Comunista Italiano attraversati da un grande paio di forbici nell'atto di tagliarli venne usata dai Comitati Civici della Democrazia Cristiana per i manifesti elettorali di quell'anno.
Il 1954 è l'anno di Aveva un bavero, che si stacca dai riferimenti all'attualità per rimpiangere il bel tempo antico, nella descrizione di un racconto fatto dal nonno dell'autore su un episodio del Risorgimento italiano (viene citata anche una canzone popolare dell'epoca, La bella Gigogin); sicuramente una parte del successo è dovuta all'interpretazione del Quartetto Cetra, che armonizza la melodia secondo il proprio stile.
Anche Casetta in Canadà, presentata a Sanremo nel 1957, viene vista come una canzone con un messaggio: il racconto del protagonista, che continua a ricostruire la sua casetta nonostante Pinco Panco ogni volta per dispetto la incendi, viene visto come un'esaltazione del darsi da fare, del non farsi abbattere dalle difficoltà; come scrive Gianni Borgna «Risulta evidente non solo l'elogio della positività e del decoro piccolo borghese (nell'aspirazione a una casa tutta per sé, con fiori, pesciolini rossi ecc.) ma soprattutto l'adesione senza riserve ai principi dominanti: lavorare sodo senza discutere, tollerare illimitatamente il sopruso, e via di questo passo» (giudizio che risente evidentemente della mentalità degli anni settanta per la quale tutto era da interpretare in chiave ideologica paramarxista, ma che evidentemente nasce da una lettura confusa e affrettata del testo della canzone).
Da questo momento in poi Panzeri, che fino a quel momento era stato spesso visto come un autore critico verso il potere e il sistema (come ricordato per Maramao o Pippo non lo sa) diventa invece, per alcuni che risentono delle ideologie in voga, un esempio di autore reazionario e disimpegnato, accusa che lui non prenderà mai sul serio, continuando anzi a scrivere testi di questo genere come Fin che la barca va o Tipitipiti.
Anche Casetta in Canadà, comunque, diventa un successo (in particolare nella versione a duo di Carla Boni e Gino Latilla (con il coro del Duo Fasano).
Amedeo Minghi nel testo di Vivere vivere (contenuta ne I ricordi del cuore) cita questo brano insieme a Papaveri e papere nei versi «Alti papaveri e piccola tu,/ edere e piove ed il pianto vien giù,/ la casetta che un Pinco Pallino un giorno incendiò»
La canzone, infine, è stata recentemente citata anche dagli Stadio in Stabiliamo un contatto, contenuta nell'omonimo album ("Io sono bravissimo a chiacchiere/ho anch'io una casetta in Canadà") e da Luciano Ligabue in Vivo morto o X, da Buon compleanno Elvis ("T'han detto che c'è posto per chi sa stare a posto /il posto, tele accesa e la casetta in Canadà"), segno della notorietà che hanno tuttora i versi di Panzeri.

### Lettera a Pinocchio
Nel 1959 Panzeri partecipa alla prima storica edizione dello Zecchino d'Oro: la sua canzone, intitolata Lettera a Pinocchio, racconta le vicende di un adulto che, trovando alcuni giocattoli, rievoca la sua infanzia e scrive una lettera al famoso burattino; la musica è tratta da un brano popolare di pubblico dominio, intitolato Canzone romana, ed è firmata dallo stesso Panzeri.
Il brano, cantato dalla bambina Giusi Guercilena e da Loredana Taccani, si classifica al secondo posto (la vittoria se l'aggiudica Quartetto cantata dalla stessa Giusi); il brano che viene immediatamente ricordato dal pubblico è però quello scritto da Panzeri, al punto che l'anno successivo viene ripreso da Johnny Dorelli, che ne fa un classico e lo porta ai primi posti della hit parade.
In seguito la canzone verrà ripresa anche da Bing Crosby.

### Pace Panzeri Pilat Conti
Nel 1961 Panzeri scrive insieme a Daniele Pace, giovane voce solista dei Marcellini, il brano Carolina dai, che viene proposto quell'anno al Festival di Sanremo da Sergio Bruni e Rocco Granata. È l'inizio di una collaborazione che segna tutta l'ultima fase della carriera di Panzeri: i due si affideranno spesso per le musiche a Lorenzo Pilat e, a volte, a Corrado Conti, professore di musica del Teatro alla Scala di Milano.
Questo gruppo di lavoro produce molti successi per cantanti come Orietta Berti, Gigliola Cinquetti e Caterina Caselli (Io tu e le rose, La pioggia, Fin che la barca va, La rosa nera, Nessuno mi può giudicare, L'uomo d'oro, Sole spento).
Panzeri si ritira dall'attività negli anni ottanta.

## Canzoni scritte da Mario Panzeri
| Anno | Titolo                                     | Autori del testo                            | Autori della musica                           | Interpreti                                                                                 |
| ---- | ------------------------------------------ | ------------------------------------------- | --------------------------------------------- | ------------------------------------------------------------------------------------------ |
| 1937 | Conosco una fontana                        | Mario Panzeri e Umberto Bertini             | Mario Schisa                                  | Carlo Buti                                                                                 |
| 1939 | Maramao perché sei morto                   | Mario Panzeri                               | Mario Consiglio                               | Maria Jottini e il Trio Lescano                                                            |
| 1939 | La gelosia non è più di moda               | Mario Panzeri e Nino Rastelli               | Mario Schisa                                  | Trio Lescano                                                                               |
| 1939 | È arrivato l'ambasciatore                  | Mario Panzeri e Aminta                      | Nino Casiroli                                 | Nuccia Natali e il Trio Lescano                                                            |
| 1939 | Pippo non lo sa                            | Mario Panzeri e Nino Rastelli               | Gorni Kramer                                  | Silvana Fioresi, Trio Lescano, Miranda Martino                                             |
| 1940 | Fiorellin del prato                        | Mario Panzeri                               | Vittorio Mascheroni                           | Alfredo Clerici                                                                            |
| 1941 | Birimbo birambo                            | Mario Panzeri e Nino Rastelli               | Eros Sciorilli                                | Natalino Otto                                                                              |
| 1942 | Tu cosa farai di me                        | Mario Panzeri e Nino Rastelli               | Paul Misraki e Johnny Hess                    | Vittorio Belleli                                                                           |
| 1942 | Ho messo il cuore nei pasticci con l'amore | Mario Panzeri                               | Giovanni D'Anzi                               | Ferruccio Tagliavini                                                                       |
| 1943 | Il tamburo della banda d'Affori            | Mario Panzeri e Nino Rastelli               | Nino Ravasini                                 | Nella Colombo, Aldo Donà e Dea Garbaccio                                                   |
| 1944 | Olè la fundeghera                          | Nino Rastelli                               | Mario Panzeri                                 | Liliana Feldmann                                                                           |
| 1944 | Verrà                                      | Nino Rastelli                               | Mario Panzeri                                 | Nilla Pizzi e Dea Garbaccio                                                                |
| 1947 | Cantando con le lacrime agli occhi         | Mario Panzeri                               | Vittorio Mascheroni                           | Oscar Carboni                                                                              |
| 1949 | Il re del Portogallo                       | Mario Panzeri                               | Piero Rizza                                   | Marisa Fiordaliso e Quartetto Stars                                                        |
| 1951 | Grazie dei fiori                           | Gian Carlo Testoni e Mario Panzeri          | Saverio Seracini                              | Nilla Pizzi                                                                                |
| 1951 | Sotto il mandorlo                          | Gian Carlo Testoni e Mario Panzeri          | Carlo Donida                                  | Duo Fasano                                                                                 |
| 1952 | Papaveri e papere                          | Mario Panzeri e Nino Rastelli               | Vittorio Mascheroni                           | Nilla Pizzi                                                                                |
| 1952 | Ninna nanna ai sogni perduti               | Gian Carlo Testoni e Mario Panzeri          | Pier Emilio Bassi                             | Nilla Pizzi                                                                                |
| 1954 | Aveva un bavero                            | Mario Panzeri                               | Virgilio Ripa                                 | Quartetto Cetra – Vittoria Mongardi e Duo Fasano                                           |
| 1955 | Canto nella valle                          | Mario Panzeri                               | Umberto Fusco                                 | Natalino Otto e Trio Aurora – Bruno Pallesi, Nuccia Bongiovanni e Radio Boys               |
| 1956 | Amami se vuoi                              | Mario Panzeri                               | Vittorio Mascheroni                           | Tonina Torrielli                                                                           |
| 1956 | Lucia e Tobia                              | Mario Panzeri                               | Giovanni D'Anzi                               | Gianni Marzocchi e Franca Raimondi                                                         |
| 1957 | Casetta in Canadà                          | Mario Panzeri                               | Vittorio Mascheroni                           | Carla Boni, Gino Latilla e Duo Fasano – Gloria Christian e Poker di Voci (Quartetto Cetra) |
| 1957 | Come prima                                 | Mario Panzeri                               | Vincenzo Di Paola e Sandro Taccani            | Tony Dallara e I Campioni                                                                  |
| 1958 | (Ai romani piaceva) la biga                | Gian Carlo Testoni e Mario Panzeri          | Max Springher                                 | Ruggero Oppi                                                                               |
| 1958 | Bevilacqua Gustavino                       | Aminta                                      | Mario Panzeri                                 | Loredana                                                                                   |
| 1959 | Lettera a Pinocchio                        | Mario Panzeri                               | Mario Panzeri                                 | Giusi Guercilena, Loredana e Johnny Dorelli                                                |
| 1961 | Carolina dai                               | Daniele Pace e Mario Panzeri                | Daniele Pace e Mario Panzeri                  | Sergio Bruni e Rocco Granata                                                               |
| 1965 | Sifolina                                   | Daniele Pace e Mario Panzeri                | Daniele Pace e Mario Panzeri                  | Claudio Villa                                                                              |
| 1966 | Tu che m'hai preso il cuor                 | Nino Rastelli e Mario Panzeri               | Franz Lehár                                   | Gianni Morandi                                                                             |
| 1966 | Nessuno mi può giudicare                   | Miki Del Prete e Luciano Beretta            | Daniele Pace e Mario Panzeri                  | Caterina Caselli                                                                           |
| 1966 | L'uomo d'oro                               | Daniele Pace                                | Mario Panzeri e Alceo Guatelli                | Caterina Caselli                                                                           |
| 1966 | La ragazza che mi va                       | Daniele Pace e Mario Panzeri                | Daniele Pace e Mario Panzeri                  | Claudio Lippi                                                                              |
| 1966 | Se tu vuoi                                 | Daniele Pace e Mario Panzeri                | Daniele Pace e Mario Panzeri                  | Claudio Lippi                                                                              |
| 1966 | Come mai                                   | Daniele Pace                                | Mario Panzeri e Lorenzo Pilat                 | Caterina Caselli                                                                           |
| 1967 | Una storia d'amore                         | Daniele Pace e Mario Panzeri                | E. Pontiack                                   | Caterina Caselli e Gigliola Cinquetti                                                      |
| 1967 | Non c'è niente di nuovo                    | Daniele Pace e Mario Panzeri                | Daniele Pace e Mario Panzeri                  | Camaleonti                                                                                 |
| 1967 | Io tu e le rose                            | Daniele Pace e Mario Panzeri                | Brinniti                                      | Orietta Berti e Les Compagnons de la Chanson                                               |
| 1967 | La rosa nera                               | Daniele Pace e Mario Panzeri                | Lorenzo Pilat                                 | Gigliola Cinquetti                                                                         |
| 1967 | C'è chi spera                              | Daniele Pace e Mario Panzeri                | Giancarlo Colonnello                          | Riki Maiocchi e Marianne Faithfull                                                         |
| 1967 | Sole spento                                | Daniele Pace, Mario Panzeri e Lorenzo Pilat | Daniele Pace, Mario Panzeri e Lorenzo Pilat   | Caterina Caselli                                                                           |
| 1968 | Torna Liebelei                             | Daniele Pace e Mario Panzeri                | Giancarlo Colonnello                          | Camaleonti                                                                                 |
| 1968 | La tramontana                              | Daniele Pace e Mario Panzeri                | Daniele Pace e Mario Panzeri                  | Antoine e Gianni Pettenati                                                                 |
| 1968 | L'orologio                                 | Daniele Pace, Mario Panzeri e Lorenzo Pilat | Daniele Pace, Mario Panzeri e Lorenzo Pilat   | Caterina Caselli                                                                           |
| 1968 | Bagnata come un pulcino                    | Ivo Callegari                               | Daniele Pace e Mario Panzeri                  | Caterina Caselli                                                                           |
| 1969 | Il mio amore è una ruota                   | Daniele Pace e Mario Panzeri                | Elio Isola                                    | France Gall                                                                                |
| 1969 | Viso d'angelo                              | Daniele Pace e Mario Panzeri                | Elio Isola e Flavio Carraresi                 | Camaleonti                                                                                 |
| 1969 | La pioggia                                 | Daniele Pace e Mario Panzeri                | Gianni Argenio e Corrado Conti                | Gigliola Cinquetti e France Gall                                                           |
| 1969 | Emanuel                                    | Daniele Pace, Mario Panzeri e Lorenzo Pilat | Daniele Pace, Mario Panzeri e Lorenzo Pilat   | Caterina Caselli                                                                           |
| 1969 | Il ballo di una notte                      | Daniele Pace, Mario Panzeri e Ivo Callegari | Daniele Pace, Mario Panzeri e Ivo Callegari   | Caterina Caselli                                                                           |
| 1969 | Alla fine della strada                     | Daniele Pace e Mario Panzeri                | Lorenzo Pilat                                 | Junior Magli e The Casuals                                                                 |
| 1970 | Fin che la barca va                        | Flavia Arrigoni                             | Lorenzo Pilat e Mario Panzeri                 | Orietta Berti                                                                              |
| 1972 | Gira l'amore (caro bebè)                   | Daniele Pace e Mario Panzeri                | Daniele Pace e Mario Panzeri                  | Gigliola Cinquetti                                                                         |
| 1972 | L'orizzonte                                | Daniele Pace e Mario Panzeri                | Aldo Cazzulani                                | Orietta Berti                                                                              |
| 1972 | Carmen                                     | Daniele Pace                                | Aldo Cazzulani, Lorenzo Pilat e Mario Panzeri | Orietta Berti                                                                              |
| 1972 | Quanto è bella lei                         | Daniele Pace e Mario Panzeri                | Lorenzo Pilat                                 | Gianni Nazzaro                                                                             |
| 1972 | Stasera ti dico di no                      | Daniele Pace e Mario Panzeri                | Gianni Argenio e Corrado Conti                | Orietta Berti                                                                              |
| 1973 | L'uomo che non c'era                       | Daniele Pace                                | Aldo Cazzulani e Mario Panzeri                | Orietta Berti                                                                              |
| 1974 | Per questo dissi addio                     | Daniele Pace e Mario Panzeri                | Aldo Cazzulani                                | Orietta Berti                                                                              |
| 1974 | Occhi rossi                                | Daniele Pace                                | Mario Panzeri, Corrado Conti e Lorenzo Pilat  | Orietta Berti                                                                              |
| 1975 | Seguila                                    | Daniele Pace e Mario Panzeri                | Corrado Conti                                 | Caterina Caselli                                                                           |
| 1979 | Sarà un fiore                              | Daniele Pace e Mario Panzeri                | Corrado Conti e Mario Panzeri                 | Enrico Beruschi                                                                            |
| 1979 | Ma che casino                              | Daniele Pace                                | Corrado Conti e Mario Panzeri                 | Daniele Pace                                                                               |
| 1979 | Mamma Margherita                           | Daniele Pace                                | Corrado Conti e Mario Panzeri                 | Daniele Pace                                                                               |
| 1979 | Piccerè                                    | Daniele Pace                                | Corrado Conti e Mario Panzeri                 | Daniele Pace                                                                               |
| 1982 | America in                                 | Daniele Pace e Mario Panzeri                | Corrado Conti                                 | Orietta Berti                                                                              |